# Secuieni (Bákó megye)
Secuieni település és községközpont Romániában, Moldvában, Bákó megyében.

## Története
Községközpont, 7 falu: Berbinceni, Chiticeni, Fundeni, Glodişoarele, Secuieni, Valea Fânaţului és Văleni tartozik hozzá.